# Độ xe máy

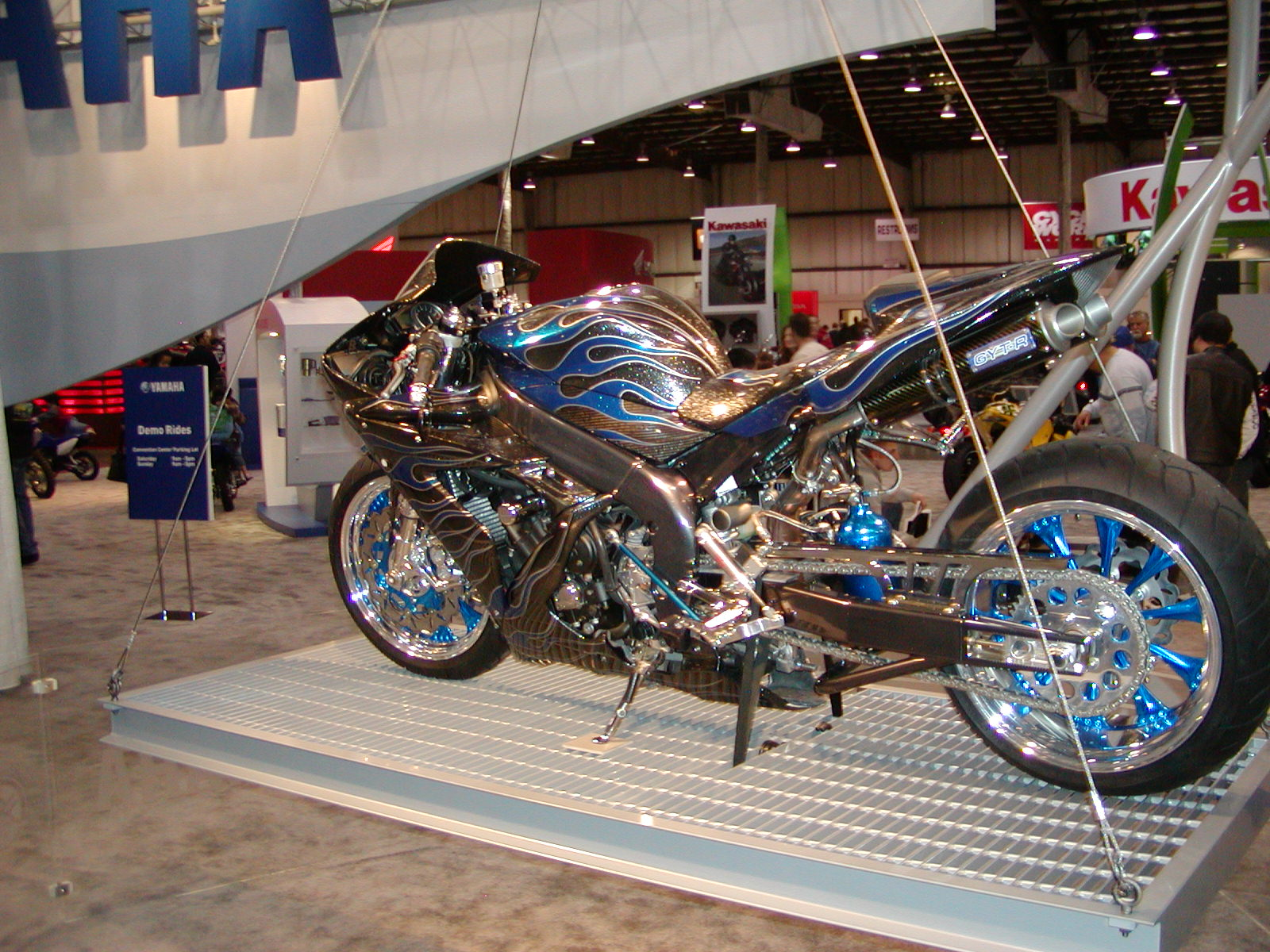
Một chiếc xe độ của Yamaha với thùng chứa khí dinitơ monoxide

Độ xe máy là việc một chiếc xe máy có những sự thay đổi về phong cách và/hoặc khung cấu trúc thành động cơ sản xuất hàng loạt 'đạt chuẩn' do các hãng xe lớn đưa ra hoặc bởi chính người lái xe. Xe độ có thể là độc nhất, hoặc được lắp ráp, lắp gắn trong số lượng có hạn. Trong khi các tay lái cá nhân tự sửa lại phần nhìn của động cơ rất sớm kể từ những ngày đầu họ lái xe, thì những chiếc xe máy được cá nhân hóa theo cách đặc biệt được gắn mác là 'xe độ' đã xuất hiện từ cuối thập niên 1950, trong cùng khoảng thời gian khi cụm từ này được áp dụng với xe ô tô.